# Tür-Freisprecheinrichtung

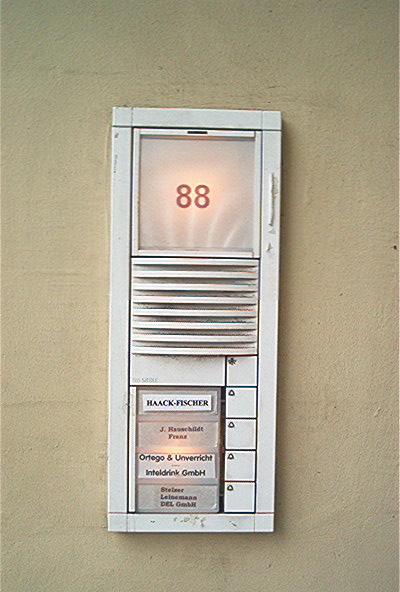
Türsprechstelle mit Tür-Freisprecheinrichtung, integrierter Klingelvorrichtung und Beleuchtung

Eine Tür-Freisprecheinrichtung (TFE) ist eine außen am Gartentor, Gebäude, Wohnung oder Büro liegende Sprechstelle einer elektrischen Sprechanlage.

Die TFE kann als Türsprechstelle Teil einer dedizierten Türsprechanlage oder in eine Telefonanlage integriert sein.
Die Benennung als Freisprecheinrichtung bezieht sich darauf, dass an der Türsprechstelle kein Hörer vorhanden ist.
Die TFE ermöglicht die Identifikation des Besuchers sowie die Klärung seines Begehrs ohne sofortige Öffnung der Tür.

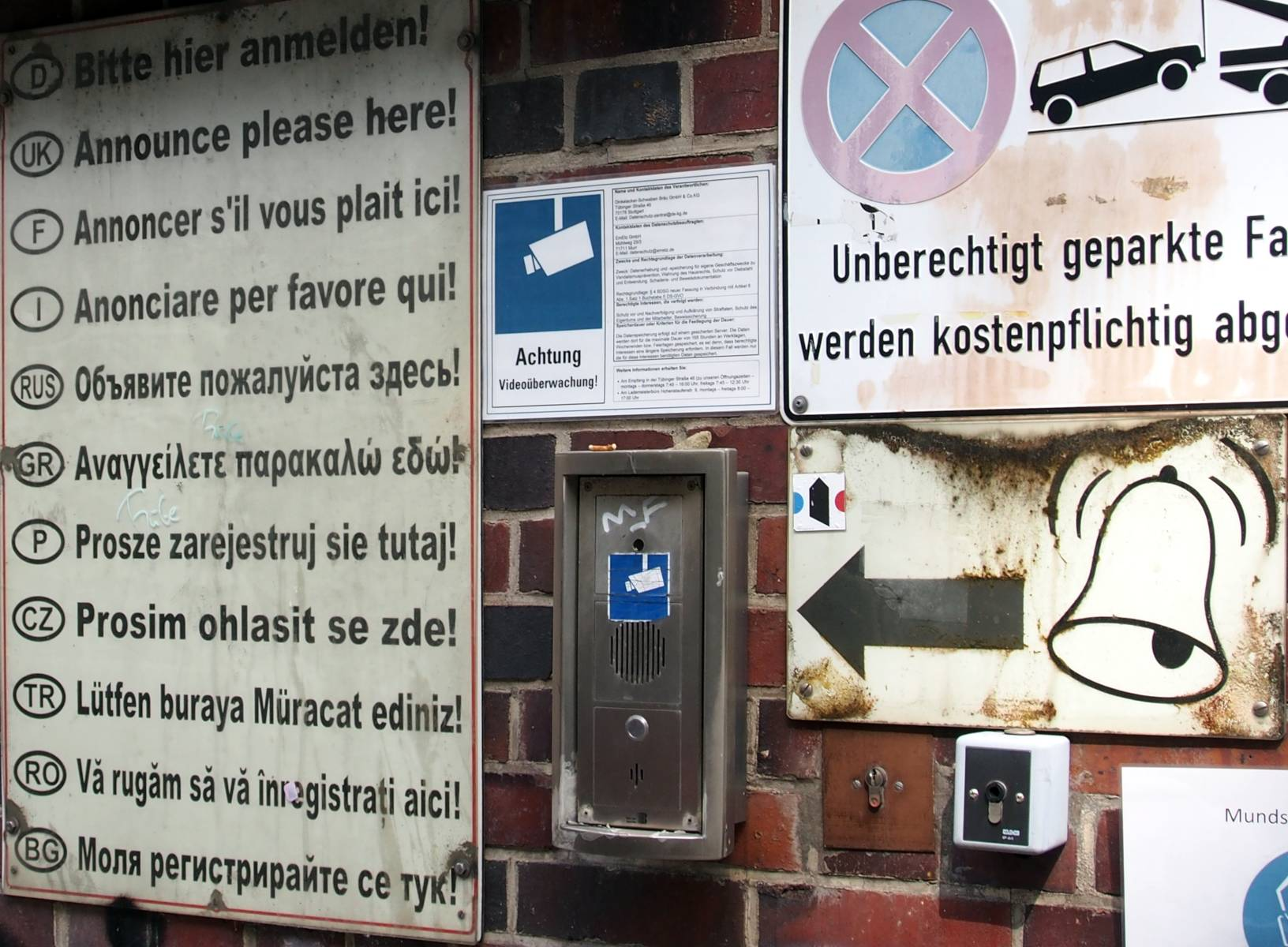
Video-Anmeldung an einem Industriebetrieb

Analog zum Türspion setzen sich inzwischen TFE mit eingebauter Kamera mehr und mehr durch.

## Integration in Telefonanlagen
Ein Klingeln/Türruf wird wie ein Telefonat an den Telefonapparaten der Telefonanlage signalisiert, die Türöffnung erfolgt durch die Wahl eines Codes.

Die Umleitung zu einem externen Teilnehmeranschluss, etwa einem Mobiltelefon, ist möglich. Sie wird Apothekerschaltung genannt, da diese Variante häufig für den Bereitschaftsdienst von Apotheken genutzt wird.

Der Anschluss an Telefonanlagen kann erfolgen mittels
- Adapter zwischen den Schnittstelle der TFE und der Telefonanlage (ggf. mit Transformator/Netzteil und Verstärker)
- TFE mit einer zur Telefonanlage kompatiblen Schnittstelle

### TFE-Telefonanlagenschnittstellen
- a/b-Schnittstelle zum Betrieb wie ein analoges Telefon als Nebenstelle einer Telefonanlage ohne besonderen Anschluss
- CE 2-Draht-Schnittstelle, auch Telekom 2-Draht genannt
- FTZ-123-D-12-Schnittstelle
- IP-basiert mittels 10/100BASE-T-Ethernet zum Betrieb wie ein SIP-Telefon mittels IP-Telefonie an entsprechenden Telefonanlagen